# PMD (Pécsi Magasfiúk Dalárdája)

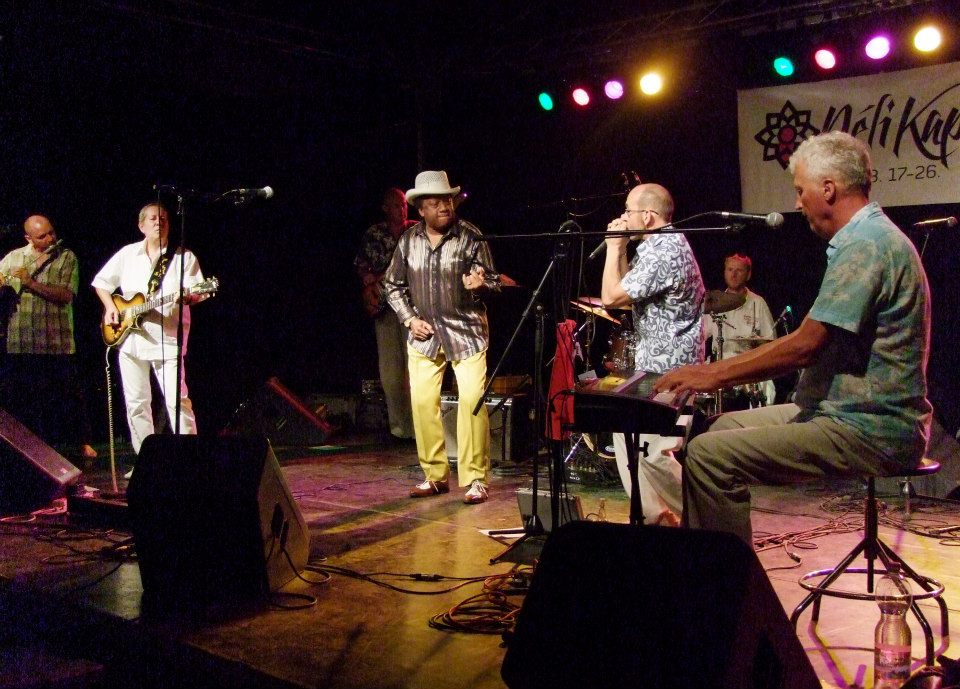
A PMD Blues Band és Eb Davis a Déli Kapu Fesztivál színpadán

A PMD 1987-ben alakult pécsi blues zenekar.

## Története
Fekete Kálmán – ének, szájharmonika, Fekete Attila – gitár, Marsi Csaba – „Marcel” – basszusgitár és Marton Tamás – dob alkották az első formációt. Ebben az évben indult a pécsi Aranykacsa vendéglőben a „Blues Kocsma” ahol a sok más pécsi blues zenekar mellett a PMD is rendszeresen fellépett. A csapat rövid idő alatt népszerű lett. 1992-ben az Unicum Blues Band meghívására, nagysikerű közös koncertet tartottak a pécsváradi Unicum Klubban.
A zenekar úttörő szerepet vállalt, hogy a feldolgozások mellett saját szerzeményeiket viszont magyarul énekelték. Ennek is köszönhető, hogy a Berlinben élő és magyarországi kísérő zenekart kereső amerikai blues énekes Eb Davis (Ebylee Davis) több kiváló hazai zenekar közül a PMD-t választotta. A kapcsolatfelvételben nagy szerepet játszott Nemes Nagy Péter, alias „Dick” a Petőfi rádió zenei szerkesztője, a Magyar Blues Társaság elnöke, aki kapcsolatban állt a világ blues és jazz zene prominens képviselőivel. Ennek eredményeként 1995. június 15-én, a 3. Tatai Jazzkonferencián adta a PMD és Eb Davis az első közös koncertjét, majd másnap, a – mára Európa-hírű – Paksi Blues fesztiválon. Az előadás egyik érdekessége hogy ekkor már velük zenélt Ifj. Katona Tamás. Az akkor 9 éves kisfiú a „Fater” nyomdokain lépkedve a blues „megszállottja” lett és 2007-óta az Egyesült Államokban, Dallasban gitározik, mint Stevie Ray Vaughan „reinkarnációja”. A másik csemege, hogy a PMD-t a Locomotiv GT egyik frontembere, Somló Tamás erősítette szaxofonnal és szájharmonikájával.
A csapat hangzását és másokkal össze nem téveszthető stílusát Katona „Fater” Tamás gitárjátéka és Fekete Kálmán magyar nyelvű szövegeinek egyensúlya határozza meg. A lokálpatrióta zenekar szűkebb hazája (Pécs, Mecsek) természetei szépségeit a blues zene segítségével mutatja be. (Zsongorkő Ballada, Medvehagyma Blues stb.)
A PMD-ben rengeteg zenész játszott rövidebb-hosszabb ideid, de a zenekar hangzását Fekete Kálmán, billentyű – ének, Fekete Attila, basszusgitár és Katona „Fater” Tamás adja. Fekete Kálmán, Blues 2 című könyvének kiadója Gálos László (az Unicum Blues Band tagja), egy évig, mint vendég gitáros játszott a zenekarral. 
A PMD a klubjellegű fellépések mellett igazi koncertzenekar. Szinte minden fesztiválon és nagyobb rendezvényen hallhatók. 
- Pécsi Napok,
- Pécsi Sörfesztivál,
- Tavaszi Fesztivál,
- Paksi Gastroblues Fesztivál,
- Budapesti Rhythm & Blues Fesztivál,

de játszottak olyan világhírű előadók előzenekaraként is, mint a  
- Manfred Mann’s Earth Band, vagy Mick Taylor.

A hazai koncertek mellett rendszeresen fellépnek külföldön is. Így többek között az egyik legnevesebb európai blues klubban a zentai Mojo Clubban, Érsekújvárott és Pozsonyban, a belgrádi St. James Blues & Jaz, Clubban stb. Eb Davis, aki már közel két évtizede a PMD-vel zenél 2008-ban a The Deutsche Rock Music Verein-től elnyerte a Németország legjobb Rhythm & Blues énekese díját. 
2001-ben a Rolling Stones 1978-as Miss you című felvételén is közreműködő Grammy-díjas, amerikai Sugar Blue (született James Whiting, 1949. december 16. Harlem, New York) énekes-szájharmonikással adtak kéthetes koncertet, Pécsett, Kaposvárott, a zentai Mojo Clubban és az érsekújvári Klikk Pubban.
A zenekar napjainkban is aktív és a tagcserék ellenére is dolgozik.
2014. február 1-től Pécs belvárosában a Szalaiusz Blues & Jazz Club ad otthont a csapatnak.

## Tagok
Alapító tagok:
- Fekete Kálmán – ének, szájharmonika
- Fekete Attila – gitár
- Marsi Csaba – „Marcel” – basszusgitár
- Marton Tamás – dob (a Pécsi Magasfiúk Dalárdája névadója)
Hosszabb ideig szereplő /nem alkalmi beugró/ tagok:

Basszusgitár:
- Percsy Zoltán
- Bertók Tibor

Gitár:
- Ferenczi Roland
- Gálos László
- Sárközi Zoltán
- Tarnai Balázs
- Németh Lajos
- ifj. Katona Tamás

Billentyűk:
- Nikos Andriopoulos
- Szabó László

Dob:
- Keszthelyi Zsolt
- Mészáros Miklós
- Markó Antal
- James Foster
- Landor Árpád
- Lőrincz László
- Kónyi József (+)
- Czimmerman Csaba
- Somlai Gábor
- Cristobal Camperelo – kongák

Ének:
- Virth József
- Borbély Péter
- Török Kriszta
- Rádóczi Jusztina
- Békés Ágnes
- Friesz Ágnes

Szájharmonika:
- Raksányi Csaba (+2002)
- Módos Péter
- Pribojszki Mátyás
- Berényi Balázs

Fúvósok:
- Nagy Balázs – szaxofon
- Cseke Gábor – trombita
- Daniel Speer Brass teljes csapata
- Schmidt Attila – fuvola

PMD 2014-es felállás:
- Fekete Kálmán – ének
- Katona „Fater” Tamás – gitár
- Berényi Balázs – szájharmonika
- Fekete Attila – bass
- Péter Zoltán – dob